# 1669

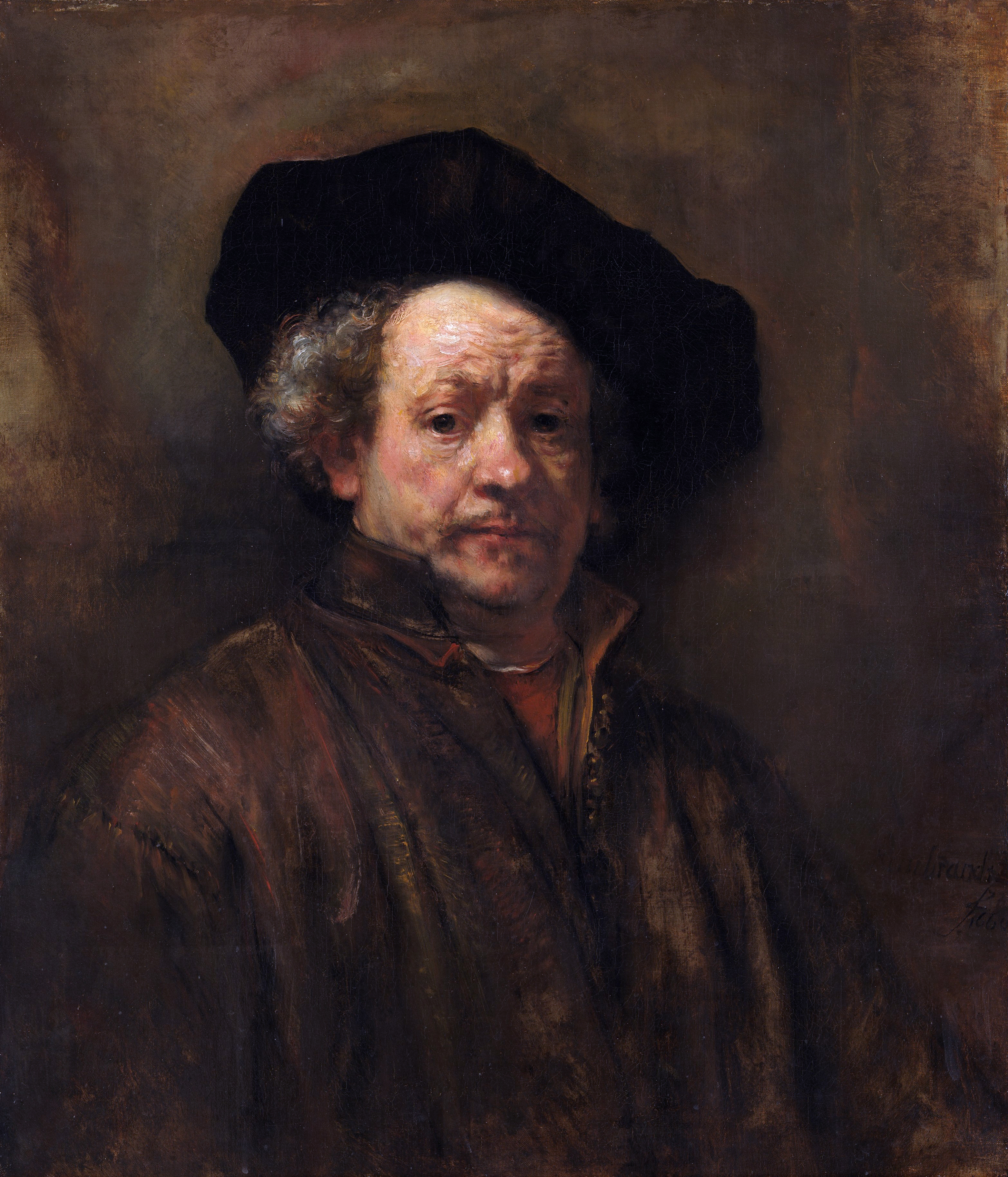
Auto-retrato de Rembrandt Harmenszoon van Rijn (1606-1669) em 1660. Metropolitan Museum of Art, Nova Iorque, Estados Unidos.

- Wikisource

| Calendário gregoriano                                                        | 1669 MDCLXIX                        |
| Ab urbe condita                                                              | 2422                                |
| Calendário arménio                                                           | 1118 – 1119                         |
| Calendário bahá'í                                                            | -175 – -174                         |
| Calendário budista                                                           | 2213                                |
| Calendário chinês                                                            | 4365 – 4366 Início a 1 de fevereiro |
| Calendário copta                                                             | 1385 – 1386                         |
| Calendário etíope                                                            | 1661 – 1662                         |
| Calendários hindus - Vikram Samvat - Calendário nacional indiano - Cáli Iuga | 1724 – 1725 1590 – 1591 4769 – 4770 |
| Calendário Holoceno                                                          | 11669                               |
| Calendário islâmico                                                          | 1080 – 1081                         |
| Calendário judaico                                                           | 5429 – 5430                         |
| Calendário persa                                                             | 1047 – 1048                         |
| Calendário rúnico                                                            | 1919                                |
| Calendário solar tailandês                                                   | 2212                                |

1669 (MDCLXIX, na numeração romana)  foi um ano comum do século XVII do actual Calendário Gregoriano, da Era de Cristo, a sua letra dominical foi F (52 semanas), teve início a uma terça-feira e terminou também a uma terça-feira.
| Ano completo                       |
| ---------------------------------- |
| Ano comum com início à terça-feira |

## Acontecimentos
- Possível ano da construção do Forte de São José da Barra do Rio Negro, idealizado pelos portugueses. A data é convencionada como fundação da cidade de Manaus.[1]
- O alquimista Henning Brand descobre o fósforo (um novo elemento químico).
- Forte temporal abate-se sobre a ilha do Faial, Açores, causando destruição. Entre os imóveis destruídos encontra-se o Convento de São Francisco.
- 21 de Junho - Inicio da prisão do rei Afonso VI de Portugal, detido nas dependências da Fortaleza de São João Baptista, no Monte Brasil, Ilha Terceira, Açores, onde esteve detido até 30 de Agosto de 1684.

## Mortes
- 4 de Outubro - Rembrandt Harmenszoon van Rijn, pintor e gravador holandês (n. 1606).
- 4 de Novembro — Luís de Almada, nobre português que fez parte d´Os 40 Conjurados com seu pai.
- 9 de Dezembro - Papa Clemente IX (n. 1600)

## Por tema
- 1669 na ciência